# Moncton Men's Challenger
Il Moncton Men's Challenger è stato un torneo professionistico di tennis giocato su campi in cemento. Faceva parte dell'ATP Challenger Series. L'unica edizione si è disputata a Moncton in Canada.

## Albo d'oro

### Singolare
| Anno | Campione       | Finalista       | Punteggio |
| ---- | -------------- | --------------- | --------- |
| 2008 | Xavier Malisse | Danai Udomchoke | 6–4, 6–4  |

### Doppio
| Anno | Campioni                 | Finalisti                 | Punteggio         |
| ---- | ------------------------ | ------------------------- | ----------------- |
| 2008 | Jae-Sung An Hiroki Kondo | Daniel Chu Adil Shamasdin | 6–2, 2–6, [12–10] |